# Paraceratherium
A Paraceratherium, régebben Indricotherium vagy Baluchitherium az emlősök (Mammalia) osztályának a páratlanujjú patások (Perissodactyla) rendjébe, ezen belül a Hyracodontidae családjába és az Indricotheriinae alcsaládjába tartozó nem.
A Paraceratherium és legközelebbi rokonai körülbelül 34-23 millió évvel ezelőtt, az oligocén idején léteztek. Amikor az éghajlat hűlni kezdett és élőhelye sivatagosodni kezdett, a Paraceratheriumok kipusztultak.

## Előfordulása
A Paraceratherium a Balkán-félszigettől a Kaukázuson, Beludzsisztánon, és Mongólián át egészen Kínáig elterjedt.

## Megjelenése
Az állat testhossza legfeljebb 7,4 méter, marmagassága 4,8 méter és testtömege 17 tonna lehetett. Az átlagos testtömegét ennél kisebbre, 11 tonnára becsülik. A Paraceratherium minden idők egyik legnagyobb szárazföldi emlős állata volt. A felnőtt állatot egy ragadozó sem merte megtámadni. Feje nagy volt és nehéz, nem volt rajta csontos dudor, amelyen szarv fejlődhetett volna. Felső ajka mozgatható volt, segített megfogni az ágakat. Nagy zápfogak őrölték szét a növényrészeket; a felső és alsó metszőfogak agyarszerűen megnyúltak, talán védekezésre szolgáltak. Nyaka viszonylag rövid volt, valószínűleg a fej nagy súlya miatt. Mellső lába hosszabb volt a nyakánál, ami lehetetlenné tette, hogy alacsonyról legeljen, hátsó lábánál pedig hosszabb, hogy a fejével magasabbra felérjen. Hátsó lába vastag és erős volt, hogy elbírja a nagy testsúlyt, és rövidebb volt a mellső lábnál.

## Életmódja
A kevés lelet alapján feltételezhető, hogy a Paraceratherium a mai elefántokhoz hasonlóan erdőkben és erdős szavannákon élt, valószínűleg többnyire magányosan. Tápláléka növényi részek; levelek és ágak. Feltételezik, hogy 80 évig is élhetett.

## Szaporodása
Feltételezik, hogy a párzás a mai orrszarvúakhoz hasonló módon folyt le. A vemhesség körülbelül 2 évig tarthatott, és 3-5 évig gondozta a nőstény az egyetlen borjút.